# Daniel Webster
Daniel Webster, född 18 januari 1782 i Salisbury, New Hampshire, död 24 oktober 1852 i Marshfield, Massachusetts, var en ledande politiker under antebellumepoken i USA, det vill säga perioden före amerikanska inbördeskriget. Han räknas ofta som en av periodens tre stora politiska gestalter. Tillsammans med Henry Clay och John C. Calhoun kallas de "den stora triumviraten" (The Great Triumvirate) eller "den odödliga trion" (The Immortal Trio).
Webster var en av whigpartiets bästa talare och en av partiets främsta personligheter. Han var en framträdande senator från Massachusetts och två gånger USA:s utrikesminister.

## Biografi
Webster var ledamot av USA:s representanthus 1813–1817 och 1823–1827, ledamot av USA:s senat 1827–1841 och 1845–1850 samt utrikesminister 1841–1843 och 1850–1852.
Webster var även USA:s förhandlare vid Webster–Ashburtonfördraget där man lyckades åstadkomma en gränsförlikning i Washington 1842 mellan USA och Storbritannien (se även USA:s territoriella expansion). Han var sedan en av tre presidentkandidater från whig-partiet i 1836 års presidentval och lyckades få bara Massachusetts bakom sig i det valet. Fyra år senare tackade han nej till nomineringen som William Henry Harrisons vicepresidentkandidat. John Tyler, som tackade ja och blev USA:s vicepresident, blev snabbt president, när Harrison dog bara en månad efter att ha svurit presidenteden. Webster förlorade 1852 whig-partiets nominering mot Winfield Scott. Han var ändå uppställd i presidentvalet av Union Party och fick närmare sju tusen röster trots att han dog en vecka före valet.